# Albrecht von Müller
Albrecht von Müller (* 1954 in München, auch Albrecht A.C. von Müller) ist ein deutscher Philosoph und ehemaliger Unternehmer.

## Leben
Er ist Direktor des interdisziplinären Parmenides Center for the Study of Thinking. Die Parmenides Foundation ist eine non-profit Organisation, die die interdisziplinäre Forschung zum Themengebiet Denken fördert. Darüber hinaus lehrt er Philosophie an der Ludwig-Maximilians-Universität München. Seine fachlichen Interessenschwerpunkte sind der Begriff bzw. das Konzept von Zeit und die Theorie des komplexen Denkens. Von Müller ist ein externes Mitglied des Human Science Center und des Munich Center of Neuroscience der Ludwig-Maximilians-Universität München. Außerdem war er im Kuratorium des Max-Planck-Institut für Neurobiologie sowie des Max-Planck-Institut für Biochemie.
Müller promovierte im Jahre 1982 an der Ludwig-Maximilians-Universität München mit der Arbeit Zeit und Logik. Von 1989 bis 1995 war er Direktor des European Center for International Security (EUCIS).
Im Jahr 2000 gründete von Müller die Parmenides Foundation, die Forschung zu den Grundlagen und Einschränkungen menschlichen Denkens betreibt sowie Erkenntnisse aus dieser Grundlagenforschung zur Anwendung bringt.
Er ist auch dadurch bekannt, dass er durch den Börsengang seiner Firma Think Tools im März 2000 vorübergehend zu einem der reichsten Menschen in der Schweiz wurde.

## Veröffentlichungen
- Die Selbstentfaltung der Welt : eine Einladung, Zeit und Wirklichkeit neu zu denken und mit Komplexität anders umzugehen, München : Siedler 2021, ISBN 978-3-8275-0094-6.